# 大映ユニオンズの選手一覧
大映ユニオンズの選手一覧（だいえい‐のせんしゅいちらん）は、かつて存在したプロ野球チーム・大映ユニオンズに所属していた、選手・監督・コーチの一覧である。なお、以下の球団に所属していた選手も含む。
- ゴールドスター
- 金星スターズ
- 大映スターズ

## 選手

### あ
- 青山裕治（1956 - 1957）
- 赤松瞭（1956）
- 秋枝寿一郎（1946 - 1947）
- 秋山武司（1953 - 1956）
- 新井茂（1955 - 1957）
- 新井竜郎（1953 - 1954）
- 荒岡昭（1950 - 1952）
- 荒川宗一（1957）
- アラン山本（1957）
- 飯尾為男（1951 - 1955）
- 飯島滋弥（1949 - 1954）
- 伊賀上良平（1949 - 1954）
- 池田善蔵（1949 - 1951）
- 石崎亀喜（1948）
- 伊勢川真澄（1948 - 1952）
- 石田光彦（1946）
- 板倉正男（1948 - 1953）
- 江田孝（1946 - 1947）
- 江崎正義（1946 - 1947）
- 枝村勉（1955 - 1958）
- 大井光雄（1957）
- 大岡虎雄（1949）
- 大木護（1957）
- 大崎欣一（1946）
- 太田正男（1955 - 1959）
- 大塚安則（1955 - 1956）
- 大友一明（1946 - 1948）
- 大庭宏（1957）
- 岡本芳信（1954 - 1956）
- 小川善治（1949 - 1957）

### か
- 笠原正行（1956）
- 加藤晃朗（1957）
- 加藤正二（1949 - 1952）
- 金井満盛（1950 - 1951）
- 金山次郎（1949）
- 上市皓雄（1952 - 1957）
- 河上道雄（1950 - 1951）
- 河西宏和（1955 - 1956）
- 川畑博（1949）
- 河村章（1948 - 1949）
- 川本浩司（1955 - 1957）
- 菊地彰穂（1956 - 1957）
- 菊矢吉男（1946）
- 木下育彦（1954）
- 木村幸生（1955 - 1957）
- 喜吉文雄（1955 - 1956）
- 清原初男（1946 - 1948）
- 栗木孝幸（1957）
- 黒田一博（1956）
- 小鶴誠（1949）
- 後藤修（1956）
- 木場巌（1948 - 1951）
- 小林宣介（1955）
- 小林経旺（1948）
- 駒井鉄雄（1956 - 1957）

### さ
- 斎田忠利（1957）
- 酒沢政夫（1946 - 1952）
- 坂上惇（1955 - 1957）
- 坂本勲（1946 - 1947）
- 坂本木雄（1957）
- 坂本文次郎（1951 - 1958）
- 佐々木信也（1957）
- 佐藤秀雄（1946）
- 佐野洋右（1953 - 1956）
- 塩見栄一（1952）
- 重松通雄（1947）
- 柴原光三（1957）
- 島田雄三（1952 - 1956）
- 下社邦男（1948）
- 末崎正隆（1946）
- 菅原道裕（1952 - 1956）
- 杉川喜久雄（1950）
- 杉谷和男（1952 - 1955）
- 杉山真治郎（1954 - 1956）
- 鈴木清一（1948）
- スタルヒン（1948 - 1953）

### た
- 田岡利久（1952 - 1955）
- 高野价司（1955 - 1957）
- 高野裕良（1948 - 1949）
- 高松利夫（1950 - 1955）
- 田川豊（1953 - 1954）
- 滝良彦（1957）
- 滝口豊広（1949）
- 滝田政治（1949 - 1956）
- 武内和男（1950 - 1957）
- 武智修（1948）
- 田中照雄（1957）
- 田中宣顕（1946）
- 谷本稔（1955 - 1957）
- 玉腰忠義（1947 - 1948）
- 柘植康之（1957）
- 辻勇夫（1946 - 1948）
- 筒井敬三（1957）
- 筒井真次（1957）
- 綱島新八（1949）
- 坪内道則（1946 - 1948）
- 百々隆夫（1955）

### な
- 内藤幸三（1946 - 1948）
- 中村信一（1946 - 1947）
- 中村徳次郎（1952 - 1953）
- 西沢道夫（1946 - 1948）
- 西本道則（1957）
- 二宮政昭（1953 - 1956）
- 濃人渉（1948）
- 野口正明（1949）
- 野田誠二（1949 - 1951）

### は
- 畑谷清司（1953 - 1956）
- 八田正（1955 - 1957）
- 花沢英雄（1956 - 1957）
- 早川平一（1946）
- 林秀樹（1955 - 1956）
- 林義一（1949 - 1956）
- 林直明（1948）
- 林善輝（1955 - 1957）
- 原精次（1956）
- 伴勇資（1954）
- 姫野好治（1949 - 1955）
- 平野謙二（1955 - 1956）
- 広田勇（1957）
- 藤本正一 （1957）
- 保坂幸永（1956 - 1957）

### ま
- 増田卓（1950 - 1956）
- 増山桂一郎（1951）
- 真野春美（1948）
- 丸山公巳（1955 - 1956）
- 万田睦夫（1955 - 1956）
- 三浦方義（1956 - 1957）
- 三富恒雄（1947 - 1948）
- 三村勲 （1949）
- 宮崎一夫（1957）
- 宮下利夫（1948）
- 村戸龍明（1952 - 1954）
- 森口哲夫（1955 - 1957）
- 門前真佐人（1948）
- 門馬祐（1947 - 1948）

### や
- 安居玉一（1956 - 1957）
- 八浪知行（1956）
- 矢頭高雄（1957）
- 薮崎博志（1956）
- 薮本和男（1950 - 1957）
- 与儀眞助（1957）
- 山岸静馬（1957）
- 山田潔（1948 - 1958）
- 山部精治（1957）
- 山本秀男（1946 - 1947）
- 山本義司（1957）
- 横山国夫（1957）
- 吉岡史郎（1957）
- 吉川義次（1946）
- 芳村嵓夫（1953 - 1954）

### わ
- 渡辺一衛（1948 - 1951）
- 渡辺光明（1956 - 1957）

## 監督
- 坪内道典（1946 - 1947）
- 藤本定義（1948 - 1956途中）
- 松木謙治郎（1956途中 - 1957）